# 岩清水義長
岩清水 義長（いわしみず よしなが　生年不詳～1588年）は、戦国時代から安土桃山時代にかけての武将。高水寺斯波氏の家臣。肥後守。

## 略歴
岩清水家の由緒は、延文3年（1359年）7月に高水寺斯波氏の祖・斯波家長が初めて志和郡へ下向した際、土豪の岩清水泰秀禅門が家長へ君臣の礼を尽くしたことに始まるといい（『奥羽永慶軍記』）、義長はその後裔にあたる。
高水寺斯波氏の斯波詮直に仕えるが、詮直が遊興にふけって政務を疎かにするのを嘆き、細川長門守や稲藤大炊助らと共に何度も諫めたという。しかし詮直は聞き入れなかったため、斯波氏を見限り南部氏へ通じる家臣が相次いだ。義長の弟・岩清水義教が南部氏の家臣・中野康実に通じ反乱を起こすと、詮直の命を受けた義長は300余りの兵を率いて義教の居城・岩清水城を攻めるが、地の利を得ず大敗を喫し、逃走した。その後、義長は主君・詮直と合流し南部信直の軍勢と戦うも敗れ、高水寺城に逃れる。
義長は詮直が高水寺城から逃亡した後も主家に忠誠を尽くし、南部軍に対して徹底抗戦を貫き工藤茂道・永井延明と共に戦死した（『奥南落穂集』）。

## 人物
・一本気な性格だったようで、「奥羽永慶軍記」によれば、弟の義教が共に謀反を勧めた際には激怒して、中国の故事を引用し激しく罵っている。
・また、主君である詮直に対しても「扨も扨も浅ましき御所存かな」「時刻述引に及び候わば大事も出来候はんか」などかなり厳しい物言いをしていることから、狷介さも窺える。